# 小行星25901
小行星25901（25901 Ericbrooks）是一颗绕太阳运转的小行星，为主小行星带小行星。该小行星于2000年12月发现。

## 轨道参数
小行星25901的轨道半长轴为358 086 569 km（2.3936268 UA），离心率为0.132。